# Christoph Sigismund von Lüttwitz
Christoph Sigismund von Lüttwitz (geb. um 1700 in Grebline, Schlesien; gest. 1748 ebenda) war ein preußischer Landrat.

## Leben
Er stammte aus dem schlesischen Adelsgeschlecht Lüttwitz und war der Sohn des Balthasar Sigismund von Lüttwitz (1648–1729), Erbherrn auf Mittel-Dammer, Wahlefronze, Grebline und Gabel, und dessen Ehefrau Helene Magdalene, geb. von Pusch und Ossig (1668–1729). Sein Bruder Heinrich Sigismund von Lüttwitz wurde in kaiserlichen Diensten Generalmajor.
Christoph Sigismund von Lüttwitz wurde nach der Eroberung Schlesiens durch Preußen im Januar 1742 zum ersten Landrat des neugebildeten Kreises Militsch-Trachenberg ernannt. Das Amt übte er bis zu seinem Tode 1748 aus, sein Nachfolger wurde Ernst Wilhelm von Kessel.